# マーワン・ケンザリ
マーワン・ケンザリ（Marwan Kenzari, 1983年1月16日 - ）は、オランダの俳優。ヒコ・ケンザリ（Chico Kenzari）とクレジットされることもある。「ヒコ」は元々友人たちが使っているニックネーム。

## 来歴
オランダのデン・ハーグでチュニジア系の家庭に生まれ、アラビア語、オランダ語、フランス語、英語を話す。
10代の頃、交際していた女性がミュージカル『シカゴ』のオーディションに2人で応募したことをきっかけに演技を始める。
2009年に名門マーストリヒト演劇アカデミーを卒業。
2019年、ディズニー映画「アラジン」のヴィランズであるジャファーを演じた。

## 主な出演作品
- LOFT -完全なる嘘- Loft (2010)
- Rabat (2011)
- Wolf (2013)
- Reckless (2014)
- ベン・ハー Ben-Hur (2016)
- アウトバーン Collide (2016)
- セブン・シスターズ What Happened to Monday (2016)
- THE PROMISE/君への誓い The Promise (2016)
- ザ・マミー/呪われた砂漠の王女 The Mummy (2017)
- オリエント急行殺人事件 Murder on the Orient Express (2017)
- コードネーム エンジェル[6] The Angel (2018)
- アラジン Aladdin (2019)
- オールド・ガード The Old Guard (2020)
- ブラックアダム Black Adam (2022)
- ゴーステッド Ghosted Ghosted (2023)